# 하신기
하신기(河信基, 1946년~)는 재일 한국인 정치 평론가이다.
주오 대학 법학부를 졸업하고 조총련 계열의 조선신보(朝鮮新報)사 기자, 일본 도쿄에 있는 조선대학교 주임교수를 거쳐 평론가로 활동하고 있다.

## 저서
- 《조선이 통일하는 날 - 노태우 대통령의 도전》(朝鮮が統一する日―盧泰愚大統領の挑戰) - (日本評論社, 1990)
- 《한국을 강국으로 바꾼 남자 박정희 - 그 알려지지 않은 사상과 생애》(韓國を强國に變えた男 朴正熙 - その知られざる思想と生涯) - (光人社,1996년), (光人社ＮＦ文庫, 2004)
- 《국회의원의 자살-한국계 아라이 쇼케이의 진실》（代議士の自決―新井将敬の真実）-（三一書房,1999）
- 《한국IT혁명의 승리》（韓国IT革命の勝利）-（宝島社, 2000）
- 《김정일의 후계자는 재일 한국인의 아들 - 일본 미디어가 보도하지 않는 북조선 고도성장 론》(金正日の後継者は「在日」の息子-日本のメディアが報じない北朝鮮「高度成長」論) - (講談社, 2004)
- 《證言「北」ビジネス裏外交-金正日と稻山嘉寛、小泉、金丸をつなぐもの》(講談社,2008)
- 《二人のプリンスと中国共産党》（彩流社２０１６年）
- 《ウクライナ戦争と日本有事》（彩流社２０２３年）

## 같이 보기
- 재일 한국인